# Viggo Kjær
 Der er flere personer med dette navn, se Viggo A. Kjær.
Viggo Kjær (5. juni 1914 i Sandvad ved Jelling – 25. juli 2013 i Vedbæk) var en dansk civilingeniør, som sammen med Per Brüel grundlagde måleudstyrsvirksomheden Brüel & Kjær.
Han var søn af gårdejer Kristian Kjær (død 1937) og hustru Helga f. Sabroe, blev student fra Horsens Statsskole 1932 og cand. polyt. 1939 fra Danmarks Tekniske Højskole og var dernæst ansat hos A/S Tobias Jensen, A/S Rasmus Rudholt og TO-R Radio, Philips A/S, Radio Apparat Co. 1939-44. Kjær stiftede sammen med Per Brüel I/S Brüel & Kjær 1942 og var tillige medstifter af A/S Brüel & Kjær 1947, af Brüel & Kjær Eksport A/S 1957 og af Brüel & Kjær Industri A/S 1973. Viggo Kjær varetog produktudvikling og organisation, mens den udadvendte "doktor Brüel" var ansvarlig for salg og markedsføring. Sammen med firmaets tredje nøgleperson Holger Nielsen (produktion), lykkedes det Viggo Kjær at opbygge verdens førende virksomhed inden for måleudstyr til lyd og vibration.
Han blev tildelt G.A. Hagemanns Guldmedalje 1959 og har været medlem af Akademiet for de Tekniske Videnskaber siden 1962. 1974 blev han æresdoktor ved Danmarks Tekniske Højskole "For betydningsfuld indsats til fremme af elektronisk forskning som grundlag for industriel produktion af måleinstrumenter".
Han blev gift 2. april 1942 med Inger Marie Jensen (13. maj 1918 i Lynge – 1982), datter af handelsmand Carl Jensen og hustru Dagmar f. Andersen, som han havde mødt på T-OR-fabrikken. Han efterlod sig tre børn og fem børnebørn.